# 中華機械
中華機械股份有限公司 (Capital Machinery Limited) 總部設於台北市北投區，為美國卡特彼勒公司(Caterpillar Inc.，NYSE：CAT)在臺灣銷售與服務的唯一授權經銷商。卡特彼勒公司是全球最大的土方和建築設備製造商，也是全球主要的柴油和天然氣發動機和渦輪機生產商，同時也是財富雜誌全球500強企業(Fortune 500)。

作為香港利星行集團在台子公司，中華機械不斷為各個行業提供機器設備，包括水泥採石、砂石作業、建築和基礎設施等等。同時，也提供臺灣領先的電力系統和整體解決方案，從單個發電機組，到全自動化系統，能夠為泵站、高科技製造設施、醫院、捷運和機場等不同行業提供主備用電力。此外，中華機械亦提供遊艇行業發動機、發電機組和船舶解決方案，並在包括漁船、巡邏艇、渡輪和拖船在內的商業海事領域中貢獻良多。
中華機械在台灣有五個營運據點，總部位於台北市北投區關渡的總部外，在臺中市南屯區、高雄市大寮區及花蓮縣新城鄉設有分公司或辦公室，同時在台南市善化區的大修中心可進行認證整修和組裝服務。